# 1896 na política

## Nascimentos
| Data           | Nome                      | Profissão                      | Nacionalidade                         | Observações                                      | Ref |
| -------------- | ------------------------- | ------------------------------ | ------------------------------------- | ------------------------------------------------ | --- |
| 15 de setembro | Eduardo Lonardi           | militar                        | Argentina                             | m. 1956 Presidente da Argentina em 1955          |     |
| 26 de setembro | José Domingo Molina Gómez | militar                        | Argentina                             | m. 1974 Presidente interino da Argentina em 1955 |     |
| 15 de outubro  | Célestin Freinet          | pedagogo e anarquista          | França                                | m. 1966                                          |     |
| 4 de novembro  | Carlos Polistico Garcia   | professor, advogado e político | Espanha (Índias Orientais Espanholas) | m. 1971 presidente das Filipinas de 1957 a 1961  |     |
| 10 de dezembro | Enrique Hertzog           | político                       | Bolívia                               | m. 1981 presidente da Bolívia de 1947 a 1949     |     |

## Mortes
| Data        | Nome                      | Profissão                                           | Nacionalidade                | Observações | Ref   |
| ----------- | ------------------------- | --------------------------------------------------- | ---------------------------- | ----------- | ----- |
| 18 de maio  | Cristiano Benedito Ottoni | militar, engenheiro, professor e político           | Portugal · (Brasil Colónial) | n. 1811     | [ 1 ] |
| 23 de julho | Aristides Lobo            | jornalista e político republicano no Brasil Império | Brasil                       | n. 1838     |       |